# Vestignè
Vestignè (Vëssgné in piemontese) è un comune italiano di 754 abitanti della città metropolitana di Torino, in Piemonte.

## Geografia fisica

### Territorio
Il piccolo borgo di Vestignè si trova in un territorio collinare nel basso Canavese centro-orientale, nella parte sud della collina del Castello di Masino (sotto il comune di Caravino) con il quale confina a nord. A ovest, confina invece con Ivrea, Strambino e Vische, separati dal fiume Dora Baltea. A sud ed est, confina con Borgomasino e Cossano Canavese.

## Origini del nome
Il toponimo potrebbe derivare dal prediale latino Vestinius, forse del III secolo, da cui Vestiniacus o Vetignago, ma sono fortemente probabili dei preesistenti insediamenti celtici dei Salassi.

## Storia
Il piccolo borgo fu spesso colpito dalle numerose esondazioni della vicina Dora Baltea, specialmente nei pressi di frazione Tina, situata molto più a nord del comune, lungo la strada per Ivrea e non contigua col comune, assai decentrata, oltre il vicino Caravino. Vestignè è altresì attraversato dal Naviglio d'Ivrea, canale artificiale del XIV secolo a scopo d'irrigazione agricola, per il qual progetto pare che fu anche scomodato lo stesso Leonardo da Vinci, durante la sua permanenza a Milano.
Vestignè riebbe splendore quando fu annesso ai possedimenti di Umberto I Biancamano e poi dei Valperga, a partire dall'XI secolo. Questi si definirono arduinici, già signori di Caluso, discendenti anche dei Conti di Pombia e del maniero di Borgomasino e dell'appena nascente Castello di Masino.
Tuttavia, Vestignè si distaccò da essi quando entrarono in lotta, nel XIII secolo contro i San Martino, questi ultimi legati ai Savoia, quindi alle successive rivolte popolari dei cosiddetti tuchini, fino alla completa sottomissione dei Valperga al potere sabaudo nel 1356, dove i duchi sabaudi l'amministrarono fino al Risorgimento.

### Simboli
Nello stemma comunale è raffigurata una dama che porge una cornucopia coronata da erbe e fiori e riempita di frutta, simbolo di abbondanza e prosperità. Il gonfalone è un drappo di bianco.

## Monumenti e luoghi d'interesse
- Torre Civica, rifatta nel 1836 in stile neoclassico, dall'architetto Andrea Cattaneo
- Parrocchiale di Santa Maria Assunta e San Germano
- Cascina Valperga, dimora signorile con affreschi del XVI secolo
- Cella benedettina dell'XI secolo circa, dipendente dall'abbazia di Fruttuaria di San Benigno Canavese
- Chiesa di San Rocco
- Santuario di Santa Maria degli Angeli, a Povigliano, eretto nel 1744.

## Società

### Evoluzione demografica
Negli ultimi cento anni, a partire dal 1921, la popolazione residente è dimezzata.
Abitanti censiti

## Amministrazione
Di seguito è presentata una tabella relativa alle amministrazioni che si sono succedute in questo comune.
| Periodo        | Periodo        | Primo cittadino          | Partito                             | Carica  | Note  |
| -------------- | -------------- | ------------------------ | ----------------------------------- | ------- | ----- |
| 27 giugno 1985 | 24 giugno 1990 | Tersilla Accotto         | lista civica                        | Sindaco | [ 6 ] |
| 24 giugno 1990 | 24 aprile 1995 | Giacomo Forno            | lista civica                        | Sindaco | [ 6 ] |
| 24 aprile 1995 | 14 giugno 1999 | Arnaldo Giuseppe Garetto | Centro                              | Sindaco | [ 6 ] |
| 14 giugno 1999 | 14 giugno 2004 | Arnaldo Giuseppe Garetto | Centro                              | Sindaco | [ 6 ] |
| 14 giugno 2004 | 8 giugno 2009  | Luigi Domenico Manfredo  | lista civica                        | Sindaco | [ 6 ] |
| 8 giugno 2009  | 27 maggio 2014 | Arnaldo Garetto          | lista civica                        | Sindaco | [ 6 ] |
| 27 maggio 2014 | In carica      | Alessandro Aibino        | lista civica: impegno ed esperienza | Sindaco | [ 6 ] |

## Galleria d'immagini

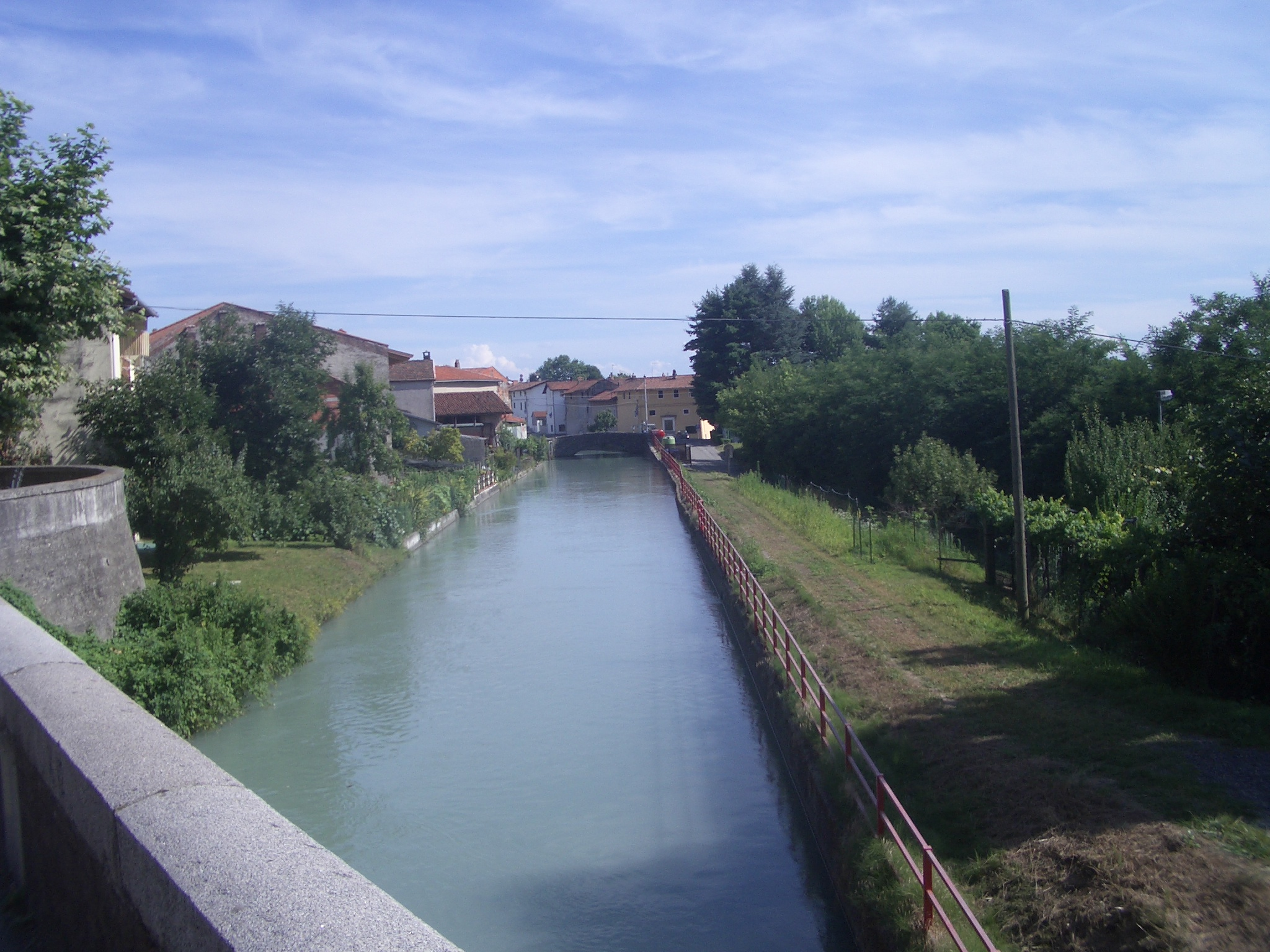
Il Naviglio di Ivrea
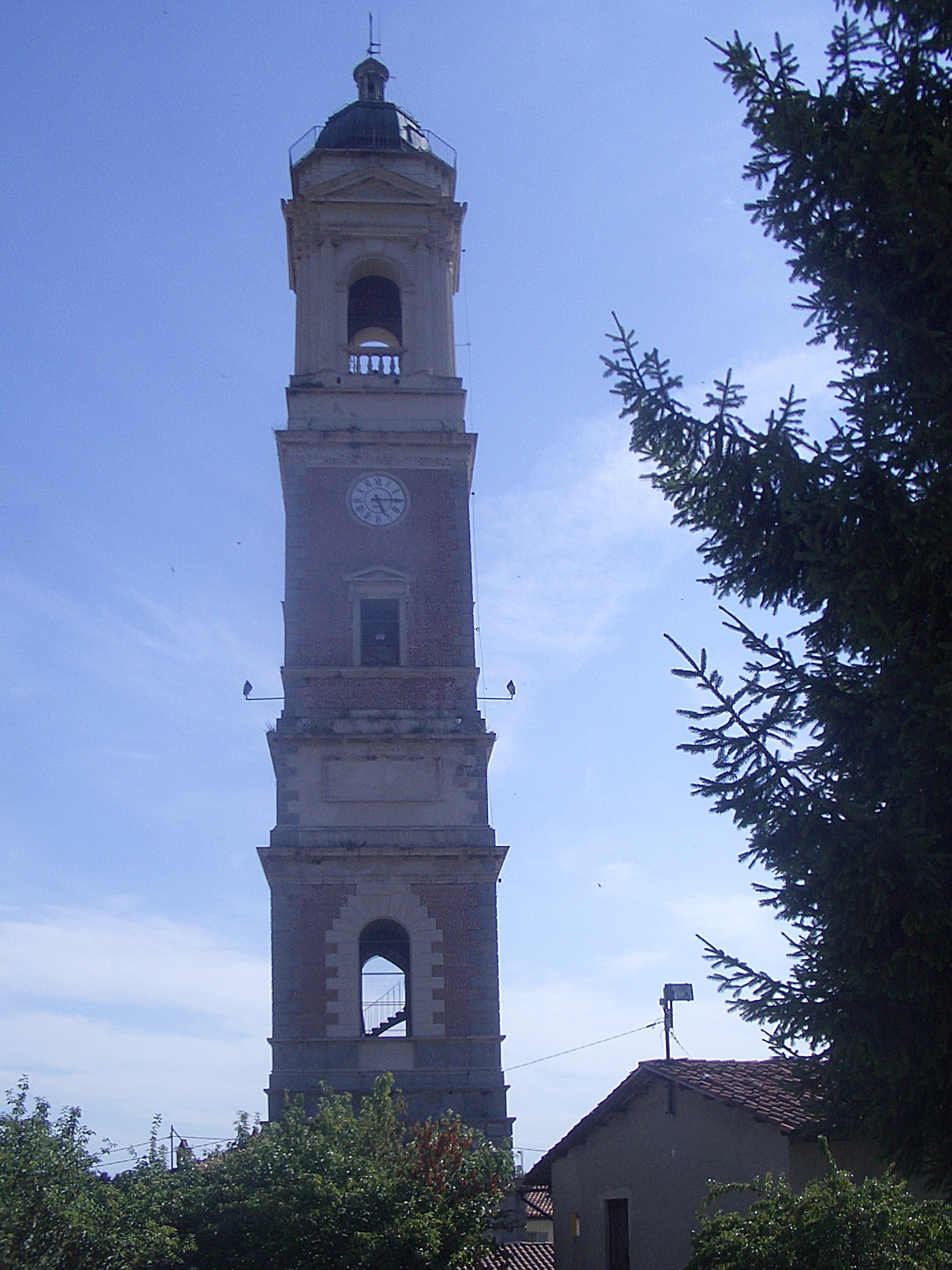
Il campanile